# مهاجر 10 (طائرة بدون طيار)

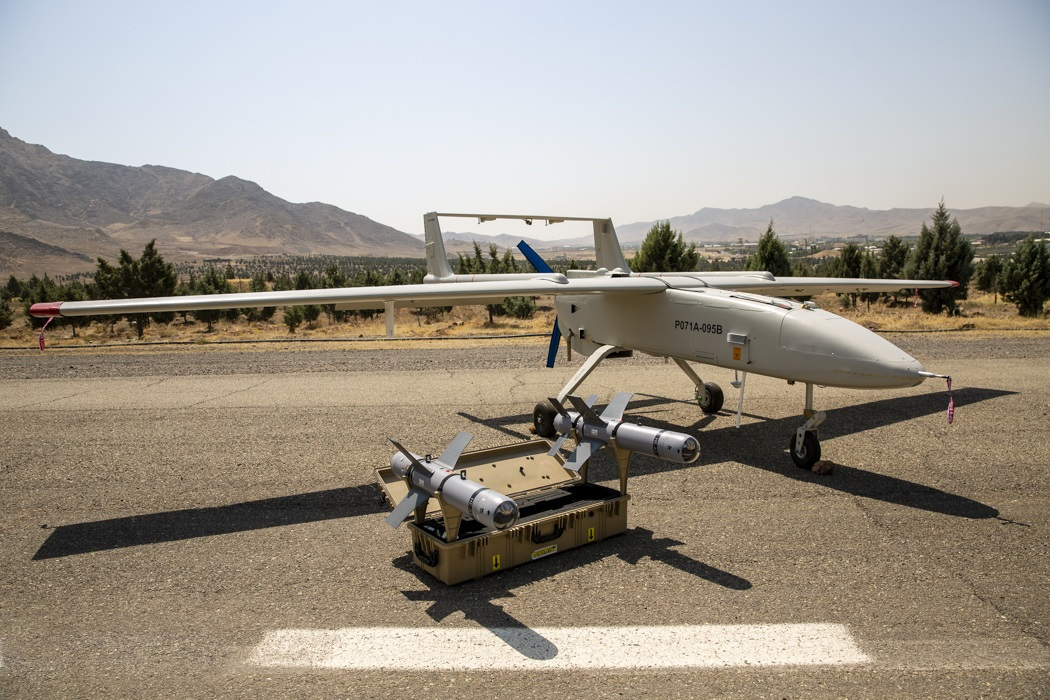
طائرة مهاجر 6 بدون طيار التي سبقت مهاجر10، إلى جانب قنبلتان انزلاقيتان من طراز قائم، خلال حفل تسليم معدات جديدة إلى القوة البرية التابعة للحرس الثوري الإيراني

مهاجر 10 بدون طيار : (بالإنجليزية: MoHajjer-10)‏ هي طائرة بدون طيار قتالية تكتيكية إيرانية الصنع.

 تَستَخدِم محرك مكبسي ذو 3 شفرات وقوة 115 حصاناً. تم الكشف عنها في عام 2023م. تنتمي لعائلة طائرات مهاجر المسيرة التي يعود تأريخها لعام 1985م. وتُعَد هذه الطائرة، هي النسخة المتطورة من مسيرة (مهاجر 6). فتعتبر الأحدث في سلسلة الطائرات بدون طيار من طراز (مهاجر) محلية الصنع. يصل المدى التشغيلي لهذه المسيرة إلى 2000 كيلومتر، ويمكنها الطيران لمدة تصل إلى 24 ساعة، بحيث تغطي كامل منطقة غرب آسيا، وتستطيع حمل 300 كيلوغرام، أي ضعف قدرة الطائرة المسيّرة (مهاجر-6). وتصل سعة الوقود القصوى للطائرة المسيّرة 450 لتراً، وقادرة على التحليق على إرتفاع 7000 متر بسرعة قصوى تبلغ 210 كيلومترات، ولديها إمكانية لحمل جميع أنواع الذخائر والقنابل، ومجهزة بأنظمة الحرب الإلكترونية. يُذكر أن جمهورية إيران تمتلك وتُدِير برنامجاً للطائرات بدون طيار منذ عدة عقود. وتُعَد إيران إلى جانب كلً من روسيا والصين والولايات المتحدة وإسرائيل من أكبر مصنعي الطائرات بدون طيار في العالم. والطائرات الإيرانية المسيرة والموجهة عن بعد هي تلك التي تمتلكها جمهورية إيران وذلك لإستخدامها في عمليات مهام المراقبة والإستطلاع في نطاقات لا تقل عن 200 كيلومتر، وكذلك استخدام هذه الطائرات لضرب أهداف أرضية فردية باستخدام القنابل والصواريخ الموجهة. حيث أن خصائص الطائرات بدون طيار من ناحية حجم ووزن وأجهزة الإستشعار، وتجهيزاتها القتالية، حولتها إلى أهم أحتياجات ومتطلبات العمليات القتالية بالنسبة لإيران.

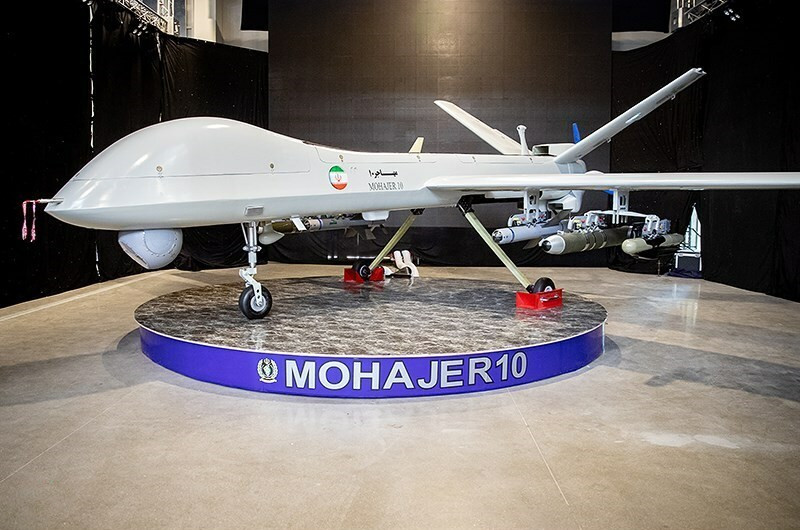
عرض طائرة مهاجر 10 بمناسبة الإعلان الرسمي عنها سنة 2023م

## نبذة عن الطائرة
إن طائرة مهاجر 10 إيرانية الصنع، هي النسخة المتطورة من طائرة دون طيار مهاجر 6. أما (طائرات مهاجر 7 و 9 فهي قيد الإنشاء). وتندرج مهاجر-10 في فئة الطائرات المسيّرة القتالية التكتيكية، وهي مصنّعة من قبل (شركة القدس لصناعة الطيران) التابعة للصناعات الجوية للقوات المسلحة الإيرانية، بناءً على الإعلان عن احتياجات القوات المسلحة، وخاصةً القوات البرية والبحرية التابعة لحرس الثورة والقوات البرية للجيش الإيراني. مهاجر 10 قادرة على التحليق لمدة 24 ساعة، على إرتفاع يصل إلى 7 آلاف متر، وبسرعة 210 كيلومترات، في دائرة مدى يصل شعاعها إلى 2000 كيلومتر، بحيث تغطي كامل منطقة غرب آسيا. طول جناحها 10 أمتار، أما محركها فهو محرك مكبسي ذو 3 شفرات وقوة 115 حصاناً. أظهر الفيديو الرسمي الذي نشُر حول هذه الطائرة، مدى شبهها الكبير مع طائرة (Reaper MQ-9) الأمريكية الصنع، (الطائرة التي ترتكز عليها العمليات العسكرية الأمريكية في المنطقة وخاصةً تنفيذ عمليات الإغتيال). مع الكشف عن هذه الطائرة، بات هناك طراز آخر ضمن عائلة الطائرات دون طيار الإيرانية التي يمكنها الوصول الى مدى 2000 كيلومتر (على سبيل المثال طائرة كمان 22)، مما سيزيد من القوة القتالية للقوات المسلحة الإيرانية، وسيزيد من خياراتها.

## الإعلان عن الطائرة
أعلنت جمهورية إيران يوم الثلاثاء 22/ 8/ 2023م، وبمناسبة يوم الصناعة الدفاعية في إيران. عن طائرتها الجديدة بدون طيار، وأطلقت عليها إسم (مهاجر-10). جاء كشف النقاب عن هذه الطائرة المتطورة بواسطة وزارة الدفاع الإيرانية إلى جانب إنضمام صاروخي (خرمشهر وقاسم سليماني) الباليستيين إلى القوات المسلحة الإيرانية والقوات الجوية التابعة للحرس الثوري الإيراني. وشارك الرئيس الإيراني إبراهيم رئيسي إلى جانب وزير الدفاع الإيراني العميد محمد رضا آشتياني، وقائد القوات الجوية في الحرس الثوري العميد علي حاجي زاده في مراسم يوم الصناعة الدفاعية في جمهورية إيران. يُذكَر أنّ وزارة الدفاع الإيرانية أزاحت الستار أيضاً، يوم الثلاثاء 22/ 8/ 2023م، عن قنبلتي (آرمان 1) و(آرمان 2)، في معرض المعدّات الدفاعية 1402، جنباً إلى جنب مع طائرة مهاجر 10 المُسيّرة، والتي تستطيع حمل هاتين القنبلتين. وتضمن حفل إزاحة الستار، الذي حضره الرئيس الإيراني إبراهيم رئيسي، تهديداً لإسرائيل، بسبب قدرة الطائرة بدون طيار على الوصول إلى إسرائيل، وعبارة (استعدوا للرحلة إلى العصر الحجري)، مكتوبة بالعبرية، وهدفاً في مدينة ديمونة جنوب إسرائيل.

## مواصفات الطائرة
يبلغ النطاق التشغيلي للمسيرة الإيرانية الجديدة مهاجر-10، بناءً على الإتصالات عبر الأقمار الصناعية، 2000 كيلومتر (1240 ميلاً)، من دون الحاجة إلى وجود طيار، مما يعني إمكان وصولها إلى إسرائيل. وتتمتع هذه الطائرة بقدرات خاصة، بحيث تتمكن من التحليق على إرتفاع نحو سبعة كيلومترات لمدة 24 ساعة متواصلة. كما يمكنها حمل ما يصل إلى 300 كيلوغرام من الصواريخ والقنابل، وتصل سرعتها إلى 210 كم/ ساعة، وتبلغ سعة الوقود القصوى 450 لتراً. ان هذه المسيرة، هي النسخة المتطورة من مسيرة (مهاجر 6) وقادرة على حمل القنابل ومجهزة بمعدات الحرب الإلكترونية ورصد المعلومات. وأكد مراقبون أن مهاجر-10 الجديدة لا تشبه أي من المسيرات الإيرانية التي كشفت طهران عنها سابقاً.

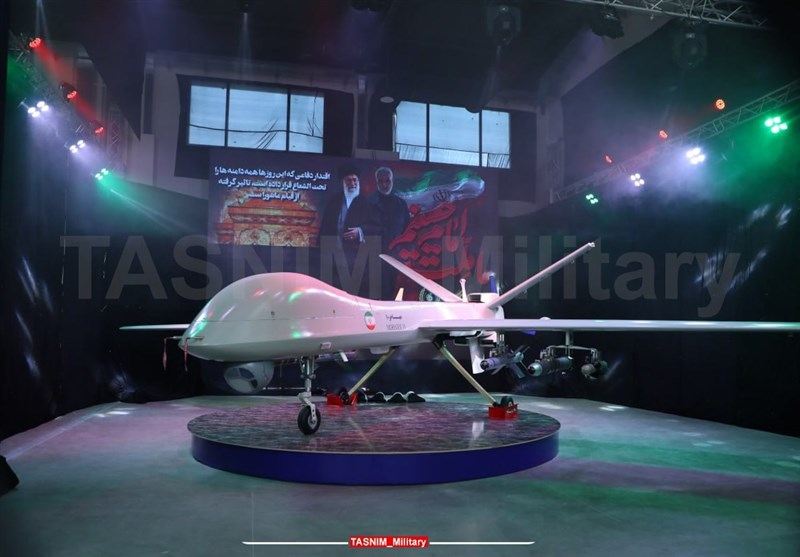
طائرة مهاجر-10 بمناسبة الإعلان الرسمي عنها

## إختبار الطائرة
نشرت وسائل الإعلام التابعة للدولة الإيرانية مقطع فيديو ترويجي لطائرة مهاجر 10، قائلةً إنها لقطات للطائرة بدون طيار وهي تقلع وتهبط بنجاح. وتقول الحكومة إن هذه الطائرة بدون طيار، لديها القدرة على حمل قنابل موجهة وصواريخ جو-أرض.

## تسليح الطائرة
تعتبر طائرة مهاجر 10، بأنها مسيرة قوية يمكن تزويدها بأسلحة متنوعة، وهذه الأسلحة المتنوعة التي تستطيع مهاجر 10 أن تحملها، توفر لمشغلها إمكانية تجهيزها بأسلحة مختلفة حسب الموقع المعادي الذي سيتم استهدافه ومعداته، لتكون هذه الطائرة قادرة على مواجهة مختلف الأهداف. وعلى هذا الأساس يمكن تسليح طائرة مهاجر 10 الإيرانية محلية الصنع بجميع أنواع الذخائر والقنابل مثل قنابل (قائم والماس ودستواره)، كما أنها مجهزة بأنظمة الحرب الإلكترونية. بالإضافة إلى ذلك فقد قامت وزارة الدفاع الإيرانية بإزاحت الستار أيضاً، يوم الثلاثاء 22/ 8/ 2023م، عن قنبلتي (آرمان 1) و(آرمان 2)، في معرض المعدات الدفاعية 1402، جنباً إلى جنب مع طائرة مهاجر 10 المُسيّرة، والتي تستطيع حمل هاتين القنبلتين.

## ردود أفعال
الولايات المتحدة
قال صاموئيل بيندت، خبير الذكاء الاصطناعي وأنظمة الطائرات المسيرة في مركز تحليل الأمن القومي الأمريكي، لموقع (بريكينك ديفينس) الإلكتروني: "من الصعب الحكم على كفاءة الطائرة المسيرة مهاجر 10، لكن تطوير إيران للطائرات بدون طيار على الرغم من العقوبات والجهود المبذولة للحد من وصول إيران إلى المنتجات ذات التكنولوجيا المتطورة في تقدم مستمر.
 روسيا
أشاد موقع شبكة (روسيا اليوم) بقدرات جمهورية إيران في مجال الطائرات دون طيار والصواريخ، وكتب: "مهاجر 10، لديها قدرة طيران متواصلة على مدار 24 ساعة، ومدى عملياتي يصل إلى 2000 كيلومتر". وحسب تقرير هذا الموقع، فإن السرعة القصوى لهذه الطائرة دون طيار تبلغ 210 كيلومترات في الساعة، ولديها القدرة على حمل جميع أنواع الذخائر، بما في ذلك قنابل قائم والماس ودستوارة، وهي مجهزة بأنظمة الحرب الإلكترونية. وذكرت صحيفة (روسيا اليوم) أيضاً: أن القوات المسلحة الإيرانية أعلنت عن صواريخ باليستية تكتيكية من طراز خرمشهر والحاج قاسم، أضافتها إلى القوة الجوية للحرس الثوري الإيراني.
 الإمارات العربية المتحدة
كتب موقع (إرم نيوز) الإماراتي أن جمهورية إيران كشفت عن طائرة دون طيار جديدة، من أجل استعراض قوتها العسكرية. وأعلن موقع إرم نيوز في هذا الصدد: أن هذه الطائرة دون طيار الجديدة تسمى مهاجر 10، وهي تتمتع بمدى وزمن طيران كبيرين، كما أنها قادرة على حمل حمولة أكبر مقارنةً بالطائرات دون طيار الأخرى، وأوضح هذا الموقع التفاصيل الكاملة لهذه الطائرة دون طيار.
 إسرائيل
أكدت وسائل إعلام إسرائيلية أنّ الإعلان بشأن الطائرة المُسيّرة الإيرانية، (مهاجر 10)، يُعَد تحدياً كبيراً للاحتلال، لافتةً إلى أنّ الإعلان الإيراني يأتي "بعد أن أتهم رئيس الحكومة، بنيامين نتنياهو، طهران بتمويل الهجمات الأخيرة على الإسرائيليين".
صحيفة هآرتس:
تطرق موقع صحيفة هآرتس الإسرائيلية إلى الإعلان بشأن الطائرة الإيرانية المسيرة، مشيراً إلى أنها تشبه الطائرة الأميركية المسيرة المتطورة، (MQ-9 Reaper)، متوقفاً عند عبارة "جهزوا الملاجئ"، عادّاً إياها تهديداً غير مسبوق. وعنون الموقع حديثه بشأن الموضوع بـ"إيران تكشف طائرة مسلحة من دون طيار، يمكنها ضرب إسرائيل"، لافتاً إلى أن الفيديو نُشِر في يوم الصناعة العسكرية الإيرانية، ويسلط الضوء على "التوترات المتزايدة مع إسرائيل.
صحيفة معاريف:
عرضت هذه الصحيفة قدرات مهاجر 10، وكتبت: "كشفت طهران النقاب عن طائرة دون طيار جديدة محلية الصنع، تدعی مهاجر 10"، وذكرت معاريف كذلك: "في أبريل من العام 2022م، قدمت إيران الطائرة دون طيار كمان-22 التي يصل مداها إلى 3000 كيلومتر، وهي قادرة أيضاً على الوصول إلى إسرائيل.
القناة الـ12 الإسرائيلية:
تناولت مذيعة القناة الـ12 الإسرائيلية الكشف عن المسيّرة الإيرانية الجديدة، مُؤكدةً أن "إيران تهدد إسرائيل مرة جديدة، وهذا يُعَد تحدياً، هذه المرة عبر فيديو باللغة العبرية، ولم نشاهد أمراً كهذا في الفترة الأخيرة". وشدّد مراسل الشؤون العربية في القناة الـ12، يارون شنايدر، على أن "ما يهم بخصوص هذا الطراز هو أن مداه يبلغ ألفي كيلومتر"، موضحاً أن ذلك يعني أنه "يغطي كل مساحة إسرائيل". وأكد شنايدر أن التحدي هو في عبارة (جهِّزوا الملاجئ)، والتي كُتبت في الشاشة باللغة العبرية، مُشيراً إلى أن "الإيرانيين يريدون القول أن لديهم رداً على كل الهجمات ضدهم، وعلى التهديدات التي تُنسب إلى إسرائيل". وذكر شنايدر بتهديداتٍ إيرانية لكيان الاحتلال، قائلاً إن "إيران تطلق تهديدات، وأحياناً إشارات بواسطة مسيراتٍ نحونا"، مؤكّداً أنه "كان منها ما اخترق الحدود من سوريا"، لافتاً إلى أن إيران "تنفذ، لأول مرة، استفزازاً كهذا، وتعرض سلاحاً قادراً على تهديد إسرائيل"، مضيفاً أن هذا الموضوع يُعَدّ "ساخناً في فترةٍ ساخنة.
قناة كان
لفتت قناة كان الإسرائيلية إلى أن الكشف الإيراني عن مهاجر 10 يمثّل ذروةً إضافية في عامٍ لم يتوقف خلاله خط الإنتاج الإيراني للمسيّرات عن العمل. وأشارت قناة كان إلى أن الكشف عن المُسيّرة تم في الوقت الذي تعيش إسرائيل موجة عمليات حالية تتورط فيها وتوجهها إيران.
إسرائيل ديفينس
أعلن موقع (إسرائيل ديفينس) الصهيوني عن إنتاج الطائرة دون طيار المتطورة "مهاجر 10"، وتشغيل صواريخ خرمشهر والحاج قاسم، وكتب: تلقى الحرس الثوري الإيراني صاروخين باليستيين من أكثر الصواريخ الباليستية تقدماً في الصناعة المحلية، وهما صواريخ خرمشهر والحاج قاسم. وذکر هذا الموقع: وفقاً للخبراء الإيرانيين، فقد نجحوا في خفض الفاصل الزمني المحتمل للصواريخ الباليستية إلى أقل من 35 متراً، وزيادة مداها إلى 2000 كيلومتر.
 إيران
قال وزير الدفاع وإسناد القوات المسلحة الإيرانية العميد محمد رضا اشتياني، ان الطائرة الإيرانية من دون طيار مهاجر 10، قادرة على الطيران بسرعة قصوى تزيد عن 200 كيلومتر ساعة، ومدى يبلغ 2000 كيلومتر. مبيناً ان هذه المواصفات تؤكد على ان مهاجر 10 هي طائرة مسيرة إستثنائية. وفي تصريحٍ له، نوّه العميد اشتياني بمراسم إزاحة الستار عن أحدث المنجزات الدفاعية والعسكرية التي أقيمت برعاية رئيس الجمهورية، قائلاً: لدينا المزيد من الإنجازات في المجالات ذات الصلة والتي سنكشف عنها قريباً. وعودةً الى المسيرة مهاجر 10، فقد أشار وزير الدفاع إلى إمكانية تزويد هذه الطائرة بأجهزة الرصد الراداري والإتصالات، لتستطيع القيام بمهام استطلاعية، واصفاً هذه المسيرة الإيرانية، أنها متطورة جداً.

## معرض الصور

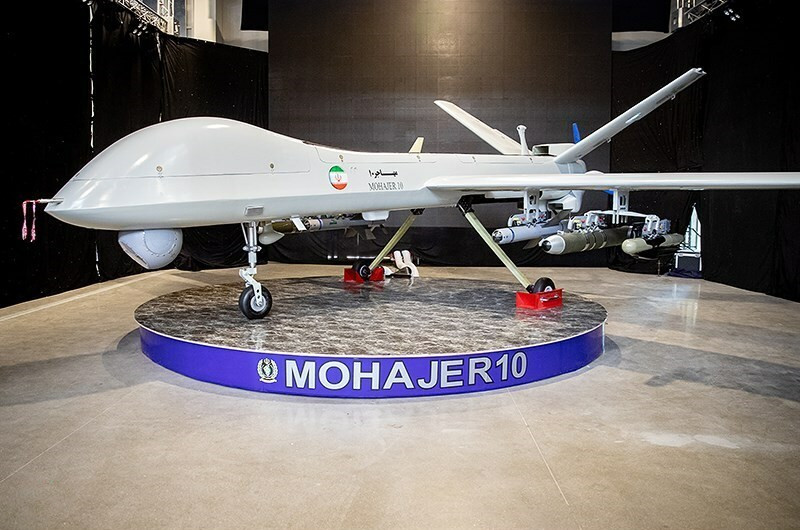
عرض طائرة مهاجر 10 بمناسبة الإعلان الرسمي عنها سنة 2023م

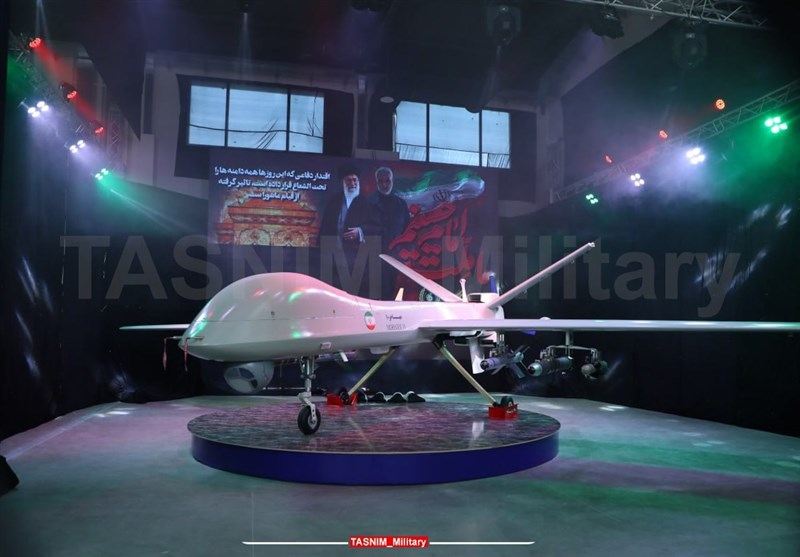
طائرة مهاجر-10 بمناسبة الإعلان الرسمي عنها

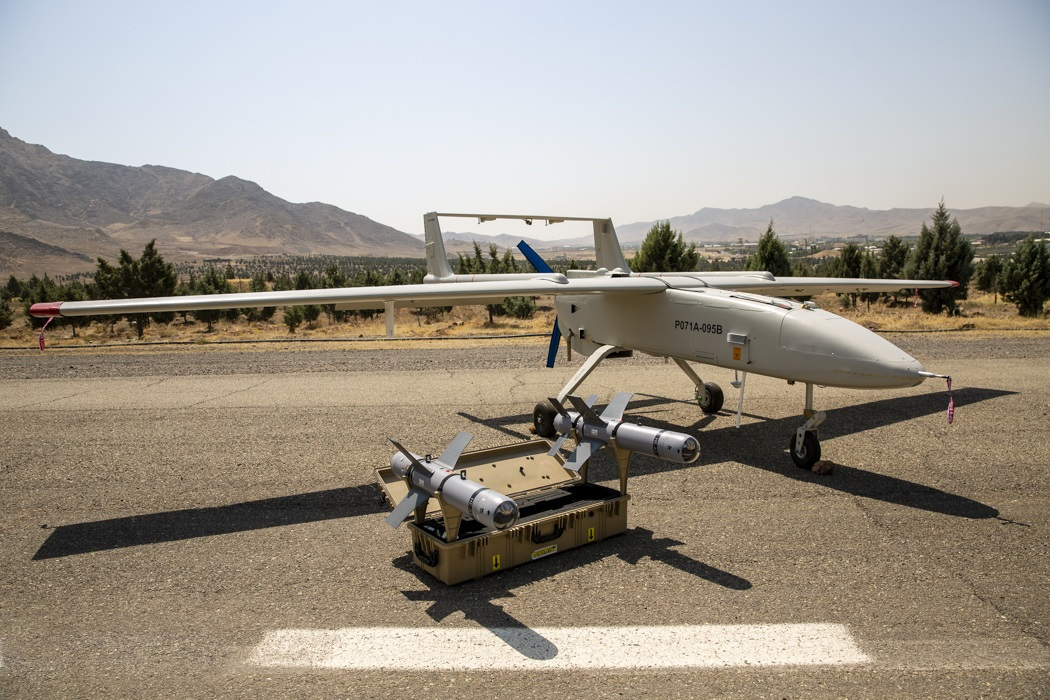
طائرة مهاجر 6 بدون طيار، إلى جانب قنبلتان انزلاقيتان من طراز قائم، خلال حفل تسليم معدات جديدة إلى القوة البرية التابعة للحرس الثوري الإيراني

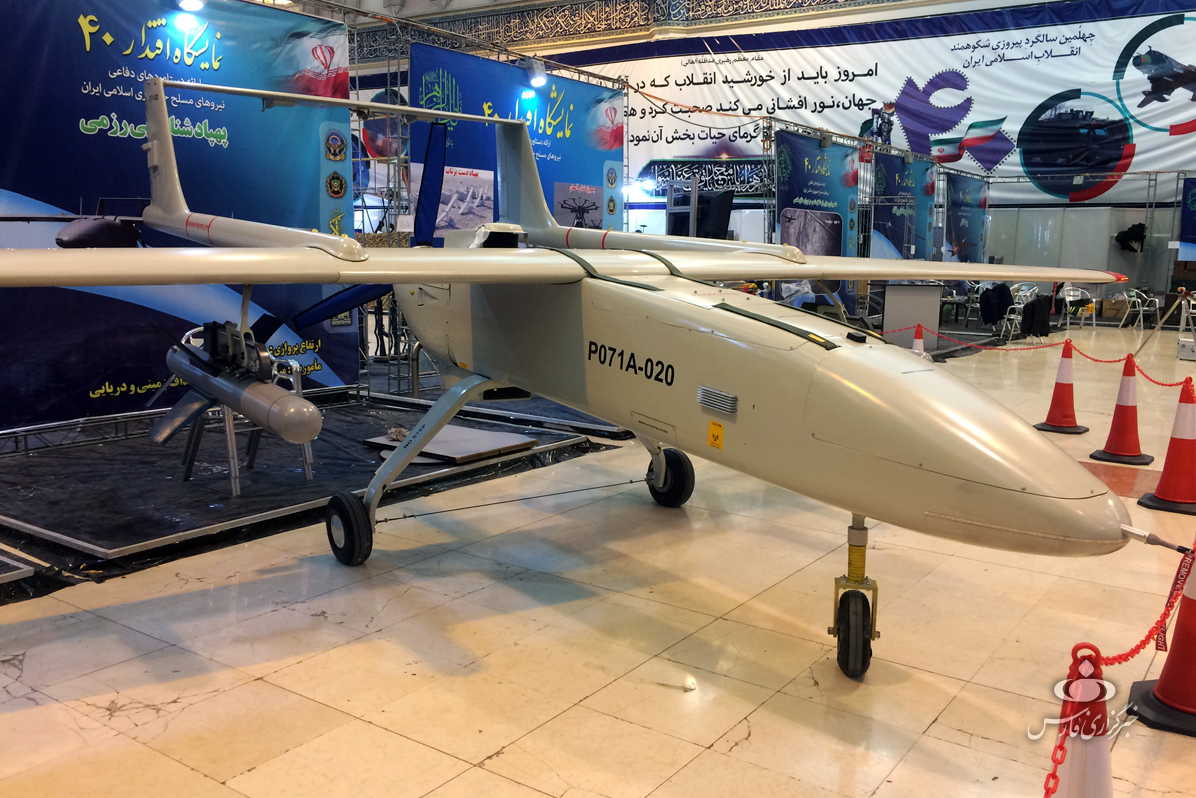
طائرة مهاجر 6 المسيرة التي سبقت مهاجر 10 برقم تسلسلي (P071A-020)، خلال عرضها بمعرض إقتدار 40 الدفاعي في العاصمة طهران